# Nathan Crumpton
Nathan Ikon Crumpton (Nairobi, 9 ottobre 1985) è uno skeletonista e velocista statunitense, gareggia per le Samoa Americane da novembre del 2019.

## Biografia
Prima di dedicarsi allo skeleton Crumpton era un velocista nell'atletica leggera e si cimentava anche nel salto in lungo e nel salto triplo. Ha gareggiato nei circuiti intercollegiali facenti capo alla NCAA, rappresentando l'Università di Princeton.

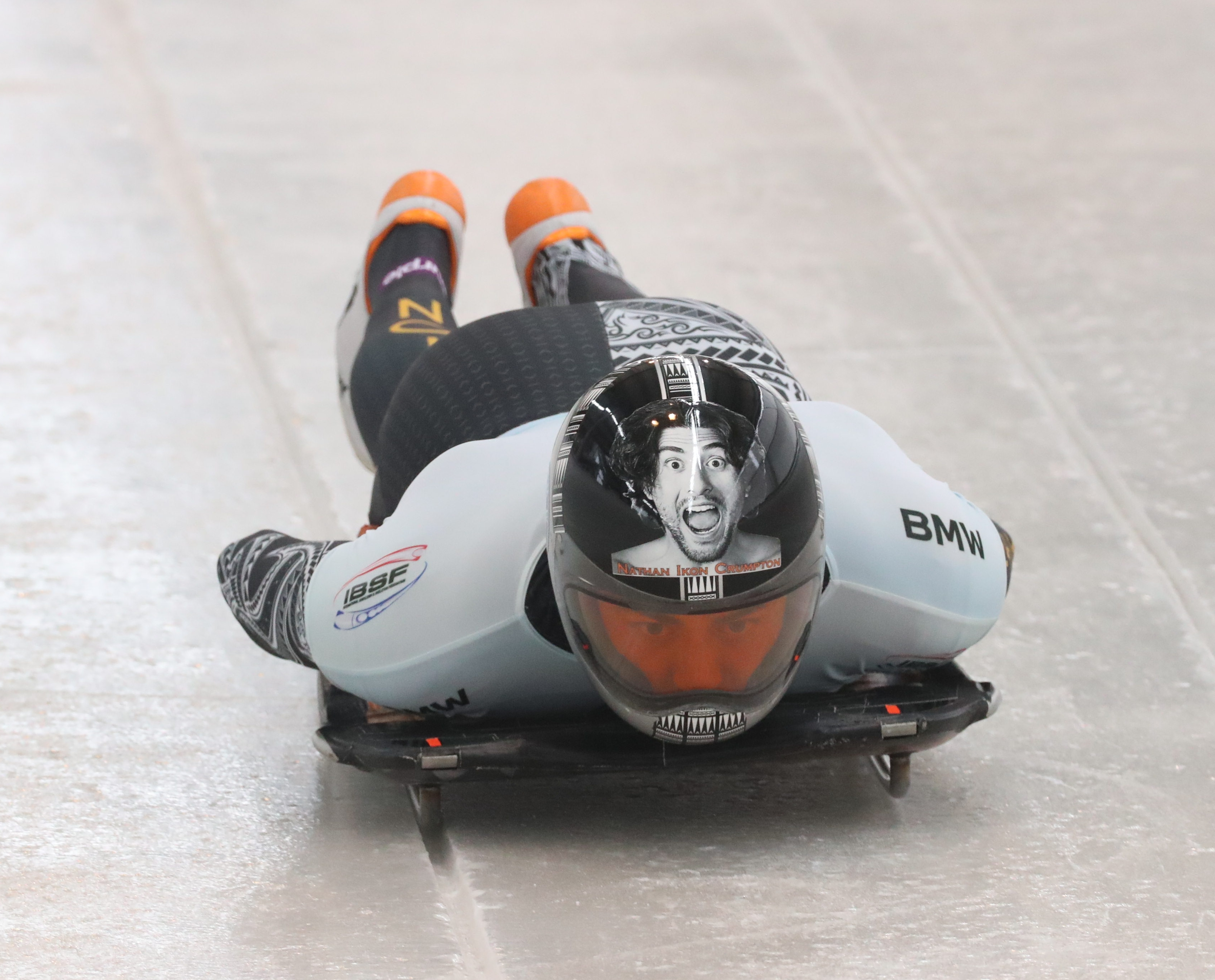
Nathan Crumpton in gara ai campionati mondiali di Altenberg 2021

Passò allo skeleton nel 2011 per la squadra statunitense, competendo per diverse stagioni in Coppa Nordamericana e Coppa Europa e in Coppa Intercontinentale, circuito nel quale ottenne il suo miglior rusultato generale, terminando all'ottavo posto finale nel 2018/19.
Esordì in Coppa del Mondo nella stagione 2015/16, il 28 novembre 2015 ad Altenberg, dove si piazzò ventiquattresimo nel singolo; il suo miglior risultato di tappa è un quinto posto, ottenuto a Park City a gennaio del 2016. Detiene quale miglior piazzamento in classifica generale il sedicesimo posto raggiunto in quella stessa stagione.
Prese parte a tre edizioni dei campionati mondiali. Nel dettaglio i suoi risultati nelle prove iridate sono stati, nel singolo: ottavo a Igls 2016, diciottesimo a Schönau am Königssee 2017, diciottesimo ad Altenberg 2020 e ventiduesimo ad Altenberg 2021; nella gara a squadre: undicesimo a Igls 2016 e decimo a Schönau am Königssee 2017.
Ha rappresentato le Samoa Americane ai Giochi olimpici 2020 di Tokyo come velocista sui 100 metri piani, dove è stato eliminato ai turni preliminari.

## Palmarès

### Coppa del Mondo
- Miglior piazzamento in classifica generale: 16º nel 2015/16.

### Circuiti minori

#### Coppa Intercontinentale
- Miglior piazzamento in classifica generale nel singolo: 5º nel 2020/21 e nel 2021/22.

#### Coppa Europa
- Miglior piazzamento in classifica generale nel singolo: 13º nel 2019/20;
- 1 podio (nel singolo):
  - 1 terzo posto.

#### Coppa Nordamericana
- Miglior piazzamento in classifica generale nel singolo: 3º nel 2019/20;
- 5 podi (tutti nel singolo):
  - 3 vittorie;
  - 1 secondo posto;
  - 1 terzo posto.

### Atletica leggera
| Anno | Manifestazione  | Sede   | Evento      | Risultato   | Prestazione | Note                                     |
| ---- | --------------- | ------ | ----------- | ----------- | ----------- | ---------------------------------------- |
| 2021 | Giochi olimpici | Tokyo  | 100 m piani | Preliminare | 11"27       | Miglior prestazione personale            |
| 2022 | Mondiali        | Eugene | 100 m piani | Preliminare | 11"71       | Miglior prestazione personale stagionale |